# 地獄少女角色列表
地獄少女人物列表介紹在《地獄少女》、《地獄少女 二籠》和《地獄少女 三鼎》裡主要出場之人物。括號內為日文正式名稱。

## 地獄少女

### 閻魔愛
|  | 可憐的影子迷失於黑暗中！傷害他人、蔑視他人……充滿著罪惡因果報應的靈魂啊！你想要死一次看看嗎？ 此怨此恨，將流向地獄。 |

本作主角。黑長髮（姬髮式）紅眼的水手服少女靈體，流放受詛人時會換上黑底和服（每一季的和服花紋圖樣也會變化），但在進行調查工作時會換上其他衣裝。在準備前往流放受詛人之前，有穿長襦袢在水池沐浴的習慣。面無表情，鮮有情緒波動。平時與她祖母、骨女、輪入道、一目連，住在一間日式木屋。這棟木屋座落在一個永遠停留在黃昏期間的世界，周邊佈滿彼岸花。喜好折紙鶴，玩皮球、彈珠、吹豎笛等童玩。屋裡擺放一台麥金塔經典版的電腦（蘋果電腦）用來接收委託人的怨恨（不同的時代聽取委託的方式亦不同，如江戶時期是把受詛者姓名寫在繪馬上，近代則是寫在報紙的尋人欄處，在智慧手機可用於上網的時代，委託者可透過智慧手機應用程式發送委託）。負責接收並核准委託人的請求、交付委託人稻草人、說明與她締約的方法與復仇的代價。一旦委託人決定締約，受詛人就被她流放至地獄。她本身不能為了自己的感情而流放任何一個人類至地獄，只能在委託人的同意下實行。她雖然是靈體但能夠進食。直到輪入道成為她的夥伴前，都是徒步前往受詛人所在之處進行流放工作。
生前因天生帶有超自然之力被作為六道鄉（今賽河原市）的人柱遭村民活埋而產生極大怨恨，破土而出並燒毀整條村莊。由於殺了大量村民，人面蜘蛛以她父母靈魂為質，要她擔任地獄少女作為懲罰。
在二籠結尾中由於背叛地獄少女的任務而被流放回世間、失去身體，但父母的靈魂也得到解放。三鼎中，失去身體的愛憑藉著柚木的身體重返地獄少女的職務，在六文燈籠祭中獲得新的身體，在三鼎結尾，愛結束地獄少女的使命後曾短暫獲得解脫，但為了柚木而自願犧牲，繼續擔任地獄少女一職。

### 御景柚木
御景柚木（聲：佐藤聰美（日本）；林美秀（台灣）；麥智鈞（香港））（三鼎季中登場角色）
柚木原為一名七歲的女孩，本有著健全的家庭。但父親在某日駕駛的公車因煞車失靈而導致傷重不治且連帶連累乘客，運輸營業公司不肯為此負責因此將責任推給其父親，導致後來她與母親受到社會人群孤立排擠及遭到責難，導致母親病逝並葬於某株櫻花樹下，最後自己也餓死在生前落居的公寓內。因記起自己的悲慘身世而產生極大的怨恨，並幻化成自己充憬的中學生，欲看著曾經那些不幫助她的人一一地受詛咒死去。
到了後期，愛終於向她揭露了原來柚木早已死亡的秘密，後取代愛成為新一任地獄少女，但因自己的作法違反了地獄少女的規定，原本應該被貶入地獄，因為愛代替受罰，柚木消失前往極樂淨土。

### 寒河江滿
寒河江滿（Sagae Michiru，聲：和多田美咲（日本）；林美秀（台灣））（宵伽季中登場角色）
失去記憶的神秘少女。滿原為一個普通家庭的獨生女，父親為地方公務員，熱心公益為租屋客向地方富豪的房東爭取增設電燈，地方富豪的兒子榮作心生不滿，夥同另外兩個租屋客的兒子 一平、孝介，將滿帶往森林深處的池塘欲將其溺死，不料池塘邊樹根處的土地突然陷落湖中，榮作、一平、孝介三人同時溺水，榮作抓到樹根但是卻被另兩人抓住腳踝拉下水；滿爬上岸後筋疲力盡睡著，睡醒後發現榮作、一平、孝介三人都已溺斃。富豪夥同另一名綁頭巾租屋客，謊稱房東家後邊有新開的豆腐店，將滿誘騙至富豪房東家，並將她鎖在倉庫內，滿的父母親在十天後才找到滿，富豪和一群租屋客也來到倉庫前，綁頭巾租屋客將倉庫內部潑滿煤油，戴眼鏡租屋客持木棒重擊滿的父親頭部，滿的父親倒地不起後，富豪為湮滅證據將倉庫點火連同寒河江一家三口一起燒掉，此時滿的父親已經斷氣。在滿將死之際，憤怒化為怒火騰空跳躍燒死在場的所有人後，還讓大火焚燒了富豪房東的大宅以及租屋客們居住的村莊。
到了中期，在愛的點醒下想起全部的記憶，最終她和愛一樣因（村八分）怨恨而犯下罪，而被選為下任地獄少女。得知一切後的她雖然一味逃避，但最後依然接受了地獄少女的身分與使命，目前由山童幫忙她完成地獄少女的使命。盡管如此，她仍舊相信「天堂」的存在，認為縱使遇上不開心的事，總有一天一定會雨過天晴。

## 三藁（妖魔）
|  | 聽到你的怨恨了（你的怨恨我們收下了）…… |

以下四個閻魔愛的部下，最初前三位統稱「三藁」、後加入一位成為「四藁」。藁即稻稈，為製作稻草人的材料。網路上則常稱其為地獄戰隊。每位妖魔皆有可變化的三種型態：稻草人、人類、妖魔原形。妖魔們主要負責協助愛調查委託人和受詛人相關情報、執行流放受詛人的任務，偶爾會依照各自意願介入其他事件。但在委託事件結束後，所有曾與妖魔們接觸的當事者，會失去有關妖魔們的記憶。
閻魔愛接受委託人的請求後，其中一魔將其頸部的物品轉變為纏繞在稻草人的紅線並變為稻草人，由愛親手交給委託人。是否解開紅線由委託人決定。初期僅有輪入道化為稻草人；二籠之中，骨女與一目連也有機會化為稻草人。 在三鼎中加入的山童也會視情況化為稻草人。

### 輪入道
原形為馬車上燃燒車輪中央有人臉的妖怪，可操縱火焰。平時主要化為頭戴中高帽、身穿和裝的和靄老人。纏繞自己頸部上的圍巾後化為黑色稻草人。同伴中歷鍊最豐富，經常擔任領導者的角色。進行調查時使用「不破龍堂」的假名。一旦閻魔愛即將前往人間將受詛人流放至地獄，他變化成一輛帶有古風味的牛車，運送愛飛至目的地。
生前為駕駛著載有公主卻意外墜崖的馬車之車輪。後化為妖怪，於山道上不斷奔跑並不時嚇到路人，其名字「輪入道」就是當時的人所取。於山道上與閻魔愛相遇，後來成為第一個屬下。三鼎中為賽河原四中的校工。當柚木成為地獄少女時，他是唯一願意留在柚木身邊的四藁。
認為愛和其他二藁是「戀人」。

### 一目連
原形為武士刀付喪神。平時通常化為身穿西裝褲與運動夾克，髮覆左眼的青年。他親吻自己頸部的項鍊後會化為藍色稻草人。平日遮住的左眼為一隱藏的眼睛，能在任何平面上窺探。聽從愛的命令去收集情報。進行調查時，使用「石元連」的假名。由於人化的外型出眾，調查過程時而出現女性對其表現青睞的描寫。
與愛和輪入道第一次見面之前是一個砍殺過無數人、換過無數主人的刀子，在一目連回憶中出現過的那人的身份很可能是在戰國時代的武士。他是愛的第二個屬下。三鼎中為賽河原四中的自然教師。
認為愛和其他二藁是「家人」。

### 骨女
原形為骨骸，有時會特意露出部分白骨驚嚇受詛人。抽掉頭上的絲帶後變為紅色稻草人。平時是一位穿著露肩長襦袢的高挑美女，擅長以自身妖豔的姿態誘惑男人。雖然喜好開玩笑，卻對閻魔愛忠心耿耿，聲明會率先將妨礙愛的行動的人排除。似乎對年齡相關的話題表現出很大程度的敏感。擅長丟擲火燄纏繞的飛刀。與愛在人間行動時，曾經被賦予「（曾根安娜）」的藝名。
生前名為「（露）」，被一位管理藥房的少爺收留為侍女。後來此人謊稱與她私奔，而實際上卻是將她賣到青樓來償還債項。被賣身後結識（清）並與其成為好友，本來一心助她逃離此地，卻招致清的反感，並將逃走一事告訴青樓主人以及身持日本刀的情人－此人後來將露殺害並將她拋進河中。露在死前心有不甘引來不少抱持著同樣怨念的鬼火附身，終成會顯露白骨來驚嚇人類的妖魔。三鼎中為賽河原四中的體育教師。
認為愛和其他二藁是「同伴」。

### 山童
使役。原形為山林裡的妖精，平時主要化為外貌為長袖襯衫和短褲身姿的少年，將樹葉放在頭上後可化為黃色稻草人。能力是操縱植物和自然。在三鼎第1話中澡堂初出現。負責替憑依在玩具人偶的菊理上鏈，被菊理要求稱她為「公主（姫）」，深受菊理喜愛並稱呼為「童童」，待遇與其他同伴明確不同。
原本是在深山中自然誕生、過著與世隔絕生活，在好奇心下接近了山腳下居住的學者芦谷的家庭，並得知其獨生子過世的消息，為了撫慰傷心的芦谷夫人而代替成為芦谷家的孩子，然而被芦谷識破，拜託對其身體進行冬蟲夏草實驗，從而製成長生不老藥以延長夫人壽命。在芦谷夫人得知丈夫的作為後便要求山童離開芦谷家以求安全，自此令山童得知何謂孤獨與分離，便自行加入曾經請託的愛一行人。在後期宵伽的劇情中對滿感到在意，當滿決定成為地獄少女後，他也向愛提出離開去幫助滿的事情，最後愛也同意讓他離去。目前跟在滿身邊幫助她完成地獄少女的使命。

## 日落世界

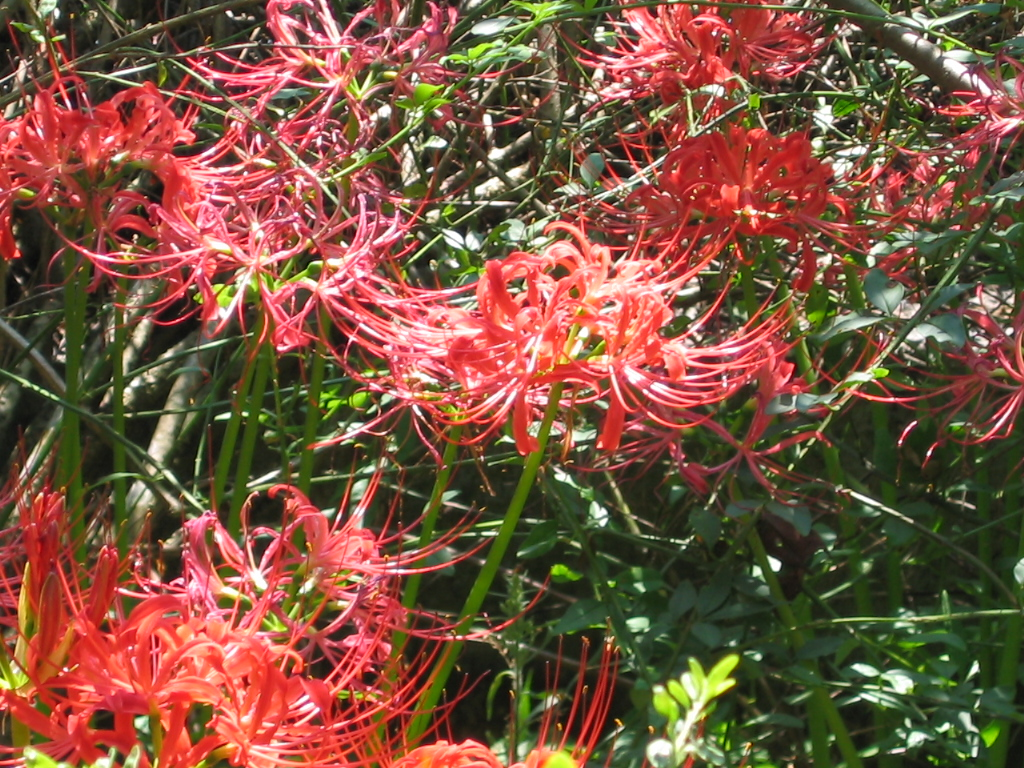
彼岸花

菊理（聲：酒井香奈子（日）／董錦萍〈二籠〉→雷碧文〈三鼎〉→林美秀〈宵伽〉（台）／周文瑛〈二籠〉→麥智鈞〈三鼎〉（港））
於二籠第四集以後跟隨閻魔愛一行人的幼童，漫畫版於第十六話首次登場。不喜歡貓，喜歡吃香腸。擁有藍色偏紫的眼珠，山茶花為髮飾，身穿和服與下駄。性格天真無邪，不會判斷善惡，時常妨礙前三藁的行動，冷酷地窺視一切，卻和山童相處融洽，也服從於閻魔愛說的話。能自由操控身上的白色緞帶，並把被緞帶纏住的人送往閻魔愛居住的日落世界，最終揭露是人面蜘蛛的憑藉，目的與原形為未知數。後在三鼎中靈魂在一雜貨店依附於玩具車上，變成以發條發動的人型玩具，在三鼎結局中，人面蜘蛛再度從菊理身中破繭而出，從此不必再依附於玩具車上，可自由行動。。
人面蜘蛛（聲：聲：柴田秀勝（日）／劉傑（台））
於愛居住的地方結網，背後有三隻眼睛的蜘蛛，懂得說話。似乎一直都在監視著愛。由於和地獄管理者一樣有三隻眼睛，有很大機會是地獄管理者之化身，輪入道等人稱呼牠為「地獄的老大」。在愛燒盡村子和村子裡的人後，現身並問愛是否解了恨，但卻因為她解恨而產生新的怨恨，以愛的父母為質，要她作地獄少女來清洗罪孽，並給予她閻魔愛的名字。
愛的祖母（聲：松島榮利子（日）／鄭仁君（台）／周文瑛→潘芳芳〈三鼎〉（港））
與閻魔愛同住的祖母，原形不明（但當飯合螢撞進屋內，看見她的樣子時，被嚇至尖叫逃跑）。不斷操作著織布機。除了和閻魔愛的對話比較多之外，與其他人的對話非常少，動畫第一季最終話才首次和愛以外的人說話（即柴田一）。二籠中曾喝止進入其房間、企圖伸手戳破紙門的菊理。因為誤認意外撞入屋內的飯合螢為愛，所以有和她說話。

## 現世

### 全四季主角
柴田鶇（聲：水樹奈奈（日）／陳季霞〈第一季〉→楊凱凱〈二籠〉→石采薇〈三鼎〉→陳筱寧〈宵伽〉（台）／周文瑛→郭碧珍〈三鼎〉（港）；演：入江紗綾、星ひなの〈幼少期〉）
與柴田一共同生活的獨生女，母親已亡故。某天遇上閻魔愛後，產生了精神上的聯繫，能夠預知她的行動、思想與傳達閻魔愛的訊息。因為愛得知父女兩人為柴田仙太郎的後代之後而故意將生母死亡的事實告訴鶇並脅迫其流放一，然而鶇的決心與對父親的親情化解了愛的怨恨。二籠第二十四集曾出現和飯合誠一說話。在十年後鶇長大成人並成為了賽河原四中的健教老師，並知道柚木與愛之間的關係而再次出面。
第四季在一家療養院任職。

### 第一季（一道）
開場白為室井滋（日）／鄭仁君（台）／張雪儀（港）
柴田一（聲：上田祐司（日）／曹冀魯（台）；演：西村和彥）
曾經擔任第一公民社的政治經濟雜誌「JAPAN NOW（ジャパン・ナウ）」的記者。現任為自由記者，但是私底下卻調查名人的醜聞並以此要脅當事人付出相當金錢，但有自己的底線。反對人類利用地獄少女的管道雪恨，因而不懈地追蹤相關委託案件。與閻魔愛直接接觸之後過了一段時間，以自費出版編寫了一本《真實的地獄少女》，在二籠第二十四集中飯合誠一借書時有借到。。
柴田步（聲：生天目仁美（日）／鄭仁君（台）；演：大塚ちか）
柴田一的亡妻。她的丈夫柴田一長期熱衷於工作，忽視她的需求與感情，驅使她與某個政治家發生了外遇，但是此政治家卻是柴田一的調查對象。柴田一盛怒之下將她逐出家門，禁止她回家與照顧女兒，結果她隨後車禍死亡，讓柴田一一生自責自己當時情緒失控時的所做所為。
仙太郎（聲：豐永利行（日）／曹冀魯〈青少年〉、鄭仁君〈孩童〉（台））
動畫第一季與漫畫版出場。四百年前是閻魔愛的表兄及兒時玩伴，於漫畫版的特別編及地獄少女回想時候登場。是柴田父女的祖先、因為愛兒時成為了山神的祭祀品，曾替她躲避一段時間，後來愛被人發現，仙太郎沒有保護愛，似乎因此而後悔。後建造了一間寺廟「七童寺」及糖果店「柴田屋」。雖然仙太郎之後代已經不在店中，但生產的黑糖果直到現在仍定時進奉一些至該寺廟祭拜。
橋本真由美（聲：植田佳奈（日）／丘梅君（台））、 黑田亞矢（聲：川上倫子（日）／錢欣郁（台））
動畫第一季第一話登場，真由美是班級代表，亞矢則是真由美所屬班級的惡霸。真由美深受大家的喜愛和信任，因此負責管理班級上收集到的善款，但在某日真由美發現善款不翼而飛。搶走捐款的主犯亞矢不但欺負她，还向全校威脅要透露她是多麼不可靠。然後她被命令四處走動，必須服從亞矢的命令。真由美被她折磨著，甚至被迫要從她母親那裡偷錢，轉而聯系了地獄少女，希望能得救。在一個外出的晚上，真由美被迫去接一個可以帶他們去吃飯的傢伙。她不喜歡，於是就跑了。但是其他人已經拿到她和那個男人的照片，並用照片勒索她。她們甚至把照片寄給了她的老師，老師對她失去了信任。真由美最終決定為自己報仇，拉下了稻草人上的紅線。正如她的朋友所說，亞矢失蹤後，她又變得高興起來。雖然她知道自己會下地獄，但她仍保持微笑。
鷹村涼子（聲：清水愛（日）／丘梅君（台））、如月孝一郎（聲：一條和矢（日）／康殿宏（台））
動畫第一季第二話登場，涼子是女學生兼該集委託人，如月是該集受詛人。涼子因為被追求她的如月跟蹤，且不斷收到毛骨悚然的信息，正處於崩潰的邊緣。後來在無法忍受如月跟蹤的情況解開稻草人的紅線，將如月流放至地獄。
岩下大輔（聲：羽多野涉（日））、 室井伸一（聲：內藤怜（日））、花笠守（聲：杉山紀彰（日））
動畫第一季第三話登場，高中棒球部的三名成員。岩下和同樣熱愛棒球的室井成為好友鍛鍊球技，但是花笠為保住自身在高中棒球界的地位多度仗勢欺人，不但故意教導岩下使用錯誤的運球姿勢，造成岩下的手部累積舊傷到最後無法順利投入運動，連球技不佳的室井也在遭受花笠欺凌後被滅口。岩下痛恨花笠害死好友之餘讓自己蒙受被當成犯人的冤屈，選擇解開稻草人的紅線將花笠送入地獄。花笠墜入地獄後仍持續被室井的怨念糾纏，先前所作的惡劣事蹟也被大眾所知，岩下雖經由家人的安排轉學搬往伯母家居住，仍惦記著好友的死亡與自己將在死後墜入地獄一事。
菅野純子（聲：新井里美（日）／石采薇（台）） / 本條義之（聲：子安武人（日）/曹冀魯（台））
動畫第一季第四話登場，純子是女學生，本條義之則是獸醫。純子為了醫治她的愛犬Candy，將牠送去了本條醫生的寵物醫院，但是本條醫生當時因為全神貫注地打電話，沒有採取任何行動來拯救這隻垂死的狗。純子和本條的助手想證明他是一個虐待動物的獸醫，但本條醫生抓住了他們，並侮辱了Candy和診所裏所有的寵物。喜歡狗的純子聯系了地獄少女，拉下了稻草人上的紅線，把這個可怕的獸醫送進了地獄。本條獸醫在受到他的照顧下死亡的寵物的襲擊而面臨著永遠的懲罰。
田村美沙里（聲：川澄綾子（日）；鄭仁君（台））、 海部里穗（聲：根谷美智子（日）；錢欣郁（台））
動畫第一季第五話登場，美沙里是網路商鋪「Dead line」公司基層員工兼高中生，雙親早逝生活困苦，精於駭客技術。海部里穗則是「Dead line」公司社長。海部在學生時代和好友、戀人健二創立「Dead line」，但由於目擊好友和戀人出軌憤而殺死兩者，此後為營業不擇手段，為了招聘精於電腦的人才和除掉對手，將發現罪證的美沙里之父招聘至公司藉由工作壓迫他，甚至不惜殺人滅口。美沙里為找出兇手刻意鎖定「Dead line」相關店鋪行竊，引起海部的注意被招聘為員工，長期忍受海部利用偷竊史要脅她承擔過量的工作、輕蔑的態度和多度指使她登入地獄通信試圖接觸愛的舉動，直至美沙里因為試圖採集海部設局謀殺商業對手的罪證被對方發現，為了復仇始獲准登入地獄通信，委託愛將海部遣送至地獄。事後海部壓榨奪取美沙里功勞的事蹟被揭發，美沙里搬進原屬於海部的公寓，同時繼承後者「人生只是場遊戲，結束前能享受其中的才是贏家」的價值觀。
安田遙（聲：齋藤千和（日）；錢欣郁（台））、 戶高由莉亞（聲：那須惠（日））
動畫第一季第六話登場，遙是女學生，戶高由莉亞則是居住在遙住家附近的鄰居戶高奈美子（配音：篠原惠美（日）；雷碧文（台））的女兒。遙個性安分守己，但在學校經常被非常嬌慣和吝嗇的由莉亞帶頭欺負孤立，加上遙的母親剛好目擊奈美子的外遇場景，被奈美子當成眼中釘教唆男子強姦，令遙的家庭陷入不和陰霾，對戶高家忍無可忍的遙解開稻草人的紅線，將奈美子流放至地獄。由莉亞在母親失蹤後反成為被欺凌的對象，遙雖然選擇為由莉亞辯護，但也提醒自己進行流放後印在胸前的印記是未來要下地獄的證明。
紅翠（聲：瀧澤久美子（日）；錢欣郁（台））、紅彩花（聲：雪野五月（日）；陳季霞（台））、來島薫子（聲：井上麻里奈（日）；石采薇（台））
動畫第一季第七話登場，翠是劇團兼紅彩花的養母，彩花是紅翠的劇團演員兼養女，來島薫子則是紅母女所屬劇團的年輕女演員。彩花覬覦翠的財產登入地獄通信向愛取得稻草人，但同時不滿翠選擇薰子擔任登台主演沒讓她參與演出，轉而教唆他人強灌薰子藥物，造成薰子喉嚨受傷無法發出聲音，連演出也被迫中止。當翠指謫彩花陷害薰子的手段並宣佈終止收養關係後，試圖流放翠的彩花被憎恨遭其陷害的薰子搶先一步解開稻草人紅繩流放至地獄。愛將彩花渡送進地獄大門前肯定其演技，翠的劇團也隨之解散。
春日弘美（聲：小林美佐（日）／黃珽筠（台））、 春日由香（聲：佐藤利奈（日）／石采薇（台）） 、 森崎伸也（聲：石井康嗣（日）；劉傑（台）））
動畫第一季第八話登場，弘美是年輕的烘焙師；由香是弘美的姊姊；森崎伸也是姊妹倆已故父親的同事兼姊妹倆的導師。弘美從小就夢想開一間自己的面包店，多虧了包含由香在內的姐姐們的籌錢幫助和努力，她終於做好了準備，為了慶祝店面開幕，她在電視上展示了自己的一款原創糕點。原本緊張但抱持樂觀心態的弘美，卻因為森崎為報復先前被弘美拒絕的私怨，遭森崎盜走食譜配方挪為己用，更在森崎的主導下遭受文宣和公眾毀謗指責毀掉烘焙事業。由香與森崎對峙後不甘於姊妹們的夢想被森崎摧毀，選擇委託地獄少女將森崎送進地獄，弘美則在由香為她報仇後在某間經營良好的面包店任職。
麗娜（聲：南央美（日））
麗娜是一個小女孩，在她的父親拋棄她之後，她被留在了療養院。麗娜想和柴田做朋友，但是當他們想離開時，她卻發怒。愛透露，真正的麗娜已經死了，她的靈魂寄宿在娃娃裡，那是她唯一的朋友。
田沼千惠（聲：松岡由貴（日）／雷碧文（台））
千惠最好的朋友Yoko被男友石津吾郎推下陽台，陷入昏迷狀態。千惠想通過將吾郎送下地獄來為最好的朋友報仇。千惠喜歡她最好的朋友，儘管她並沒有阻止吾郎傷害Yoko。
由美（聲：谷井明日香（日）／雷碧文（台））、 由紀（聲：矢島晶子（日）／雷碧文（台））
動畫第一季第十六話登場，巡迴馬戲團的雙胞胎姊妹團員，同時是團長的女兒們。妹妹由紀為搏得身為團長的父親的更多關注和成為優秀的團員，不但破壞姊姊由美的設備，還刻意陷害她造成表演失誤，造成由美長期飽受父親虐待。由美再也不願忍受父親的虐待，選擇將陷害自己於不利且幸災樂禍的妹妹由紀送進地獄，被柴田一目擊由紀從現實世界消失的瞬間。事後失去由紀的巡迴馬戲團繼續運作。
上川美紀（聲：下屋則子（日）／林美秀（台））
動畫第一季第十八話登場，女學生兼該集委託人，因為她飼養的兩隻愛犬咬了一個有錢但很邪惡的女人下野芽衣子（配音：くじら（日）；鄭仁君（台）），導致芽衣子奴役了美紀，囚禁了她的狗。美紀被迫為芽衣子工作以求自己和愛犬獲得釋放，芽衣子口頭答應釋放他們，但她最終毒死了一隻狗。另一隻狗生下了一窩幼犬，但芽衣子最終也殺了這隻狗。美紀起先聯繫了愛取得稻草人，但她遲遲不肯拉下繩子，由柴田一發現和解救了美紀，當警察在芽衣子的花園裡發現了骸骨時，美紀本以為事情會好轉，直到她發現芽衣子早早就淹死了這些幼犬，憤而解開紅繩，把芽衣子送下地獄。
氏家祈里（聲：折笠富美子（日）；石采薇（台））
動畫第一季第十九話登場，嫁入傳統日式人偶師氏家家族的女子兼該集委託人，深愛的丈夫是氏家繼承者。祈里嫁入該家族後經常被擔任人偶師的婆婆氏家鏡月（配音：一城美由希（日）；陳季霞（台））以擔任人偶的模特兒為由進行精神暴力虐待，不堪遭婆婆虐待選擇將鏡月流放至地獄。事後祈里本以為婆婆被流放後能獲得該有的幸福婚姻，卻發現丈夫並不是真心愛她而是視為人偶，陷入痛苦的深淵。

### 二籠
開場白為小倉久寬（日）／曹冀魯（台）
紅林拓真（聲：藤村步（日）／石采薇（台）／張雪儀（港））
《二籠》後期的核心角色，居住在社區的少年。於二籠第十四集曾收下稻草人，但相信父親的話「做壞事必定會得到報應」而把稻草人交還給閻魔愛。和愛有一些關係，能夠辨識出愛與愛的隨從、菊理非人類之身。因為這些事件都是圍繞著他發生的，於是被城市的人稱為「惡魔之子」。被心懷怨恨之人利用，將流放別人到地獄的事情嫁禍於他。。母親被鄰人以十字弓狙擊身亡，父親遭人重擊頭部昏迷送醫，連試圖幫助鼓舞他的少女水谷芹也遭受流放。二籠最後一集曾被飯合螢流放，但後來愛破例讓拓真重回現世，二籠結尾終於得以洗淨冤屈，陪伴剛出院的父親回家。先前陷害拓真的市民也在結尾逃離拓真居住的城鎮，不知去向。
飯合誠一（聲：日野聰（日）／劉傑（台））
群馬縣警察湖端署的刑警，飯合螢的兄長。從搜查「惡魔之子」的過程中找到了柴田一所以寫的《真實的地獄少女》這本書，知道地獄通訊及地獄少女的存在。從拓真的身上找不到地獄紋章而相信其清白，不過被市民得知後為了繼續嫁禍給拓真而遭到集體暴行監禁。不久自力逃出，與瀕臨死亡的妹妹和拓真重逢。然而乘車返回的途中，遭到市民流放。
飯合螢（聲：大浦冬華（日）／馮嘉德（台））
飯合誠一的妹妹。為了幫助哥哥飯合誠一，到訪紅林拓真的家中，希望藉此解開圍繞著紅林拓真發生的一連串死亡失蹤事件之謎。相信拓真並非策劃所有事件的兇手，開始時卻不相信「地獄通訊」的存在。在拓真離開期間，被菊理用緞帶纏住，並送往閻魔愛居住的日落世界。兩度誤入愛居住的小屋，菊理將飯合螢推入一個內藏空間比其體積大無數倍的瓦缸，使飯合螢得知瓦缸內放著刻有流放別人到地獄的委託者姓名的蠟燭。在飯合螢找不到紅林拓真的名字、了解他並不是將別人流放地獄的「惡魔之子」之後，瓦缸被推倒，使飯合螢走出瓦缸並遇見愛。此時終相信「地獄少女」的存在並要求愛停止流放別人到地獄的行為。被愛以「不是她能夠決定」為由拒絕，接著返回現實世界。在二籠曾企圖流放拓真，但後來愛將拓真送回現世，委託因而失效。二籠尾聲企圖跳河未成，昏迷住進醫院療養。
恩田麻紀（廣橋涼（日）；董錦萍（台））
動畫二籠第一集登場，在校飽受校園欺凌的女學生兼該集委託人。麻紀敬仰校園的理科老師神代瑛子（聲：淺野麻由美（日）；石采薇（台）），但在某次意外被上女同學告知神代老師主使欺凌她的事件，與神代老師在理科教室對質遭後者以化學溶劑折磨時，理解神代老師以見他人受苦為樂的扭曲心態，解開稻草人紅繩將其流放入地獄。被送進地獄的神代老師被先前放至麻紀座位的毛毛蟲侵襲全身，事後麻紀從使用的釘書機針發現告知她真相的女同學也是參與欺凌的犯人，陷入沉默之中。
倉吉彌生（桑島法子（日）；石采薇（台））
動畫二籠第二集登場，失蹤少女倉吉堇的姊姊兼該集委託人。多年前與妹妹堇發生爭執，造成堇離家出走下落不明，她的雙親執著於尋找堇的行蹤，但是彌生的電腦仍會被不明力量操控登入地獄通信（從該集後段劇情得知是堇仍駐留人世間的靈魂怨念為之）。起先愛和三藁（妖魔）因為試圖登入地獄通信的不是彌生本人選擇暫時觀察，但後來彌生在某日墜入公園水池，感應到堇生前離家出走後遭犯人（聲：中村悠一（日）；康殿宏（台））綁架強暴殺害、棄屍湖泊的怨念，主動委託地獄少女將犯人投入地獄之餘，體認堇對自己懷抱怨念的實情。事後彌生仍在已知妹妹遇害的狀態和雙親發放尋人傳單。
坂入多惠（聲：青木沙耶香（日）／董錦萍（台））、花村弓枝（聲：森永理科（日）／雷碧文（台））
動畫二籠第三集登場，多惠是中學生兼該集委託人，與鄰居少年高田啟（配音：岸尾大輔（日））是青梅竹馬。花村則是和啟交往的女學生兼該集受詛人。多惠長期對啟有好感，但恐懼破壞關係遲遲不敢表白，更暗中支持啟與花村交往。啟因為花村移情別戀陷入失落，向多惠坦承了長期以來喜歡她的心意，反讓她陷入慌亂之中，結果多惠在某夜發現啟從自家臥室陽台跨越至她的臥室窗前時，出於慌張推動臥室窗扇導致啟意外墜樓身亡。多惠不甘花村冷嘲熱諷自己、漠視啟的死亡，將所有責任歸咎於花村並將其流放地獄，讓情感出軌的花村飽受折磨。事後多惠看見和啟容貌相仿的少年從鄰家窗台向她打招呼，露出會心一笑，但在片尾顯示多惠看見的少年是幻影（住宅的窗戶為封閉狀態）。
八木澤修一（聲：遠近孝一（日）／劉傑（台））
動畫二籠第四集登場，該集委託人，在廢車場工作期間是經常遭翔貴（配音：野島裕史（日）；曹冀魯（台））遷怒的同事。由於妻子千波（聲：大原沙耶香（日））罹患腦部疾病長時間住院療養，為了養家賺取醫藥費四處兼差借錢。翔貴入職夜總會牛郎期間，為爭取首席地位使用詭計而被發現開除，翔貴為報復將他趕出去的人們成為夜總會經營者之餘，和修一從事非法勾當賺錢甚至殺人滅口，但是翔貴以此經歷要脅修一更導致千波病情惡化，令修一解開紅線讓地獄少女將翔貴投入地獄。事後修一有意等千波痊癒後向警方自首，反而發現甦醒後的千波認知失常。
山田麗音（聲：千葉一伸（日）／劉傑（台））
動畫二籠第五集登場，經常在附近地區製造麻煩欺負被害者的暴走族兼該集委託人，單戀銀行業主之女兼高中生宮原泉（配音：笹森亞希（日））。被受其欺凌的青年怨恨，但是青年認為流放山田導致自己墜入地獄實屬不值而取消委託地獄通信。由於山田曾經向所屬團體領導橋爪力也（小野坂昌也（日）；康殿宏（台））表明若如願和泉交往便要退出團體，被橋爪威脅準備對泉不利，轉而找上愛取得稻草人，更為了解救被橋爪綁架的泉解開稻草人的紅線，將橋爪流放至地獄，泉則得益於三藁（妖魔）出手幫助脫困。事後山田在流放橋爪沒多久在路上發生交通事故，遭曾欺凌的被害者棄之不理，被菊理提醒「地獄是真實存在」而在恐懼中死亡，靈魂墜入地獄和橋爪飽受折磨。
細野蒼太（聲：菅沼久義（日））
動畫二籠第六集登場，該集當事者兼男學生。蒼太經常飽受欺負，唯獨年齡相仿的同班少女新田紀和子（聲：小林沙苗（日）；鄭仁君（台））願意幫助聆聽他的話語，獲得救贖之餘對她產生超越友誼的情愫。當他發現紀和子交往的青年杉田宏久（聲：諏訪部順一（日）；夏治世（台））的惡劣素行登錄地獄通信試圖流放杉田時，由於遲遲猶豫不決和愛聲明並非為正義執行委託，以至於錯過第一時間保護紀和子的機會，造成紀和子被杉田設局迷昏後遭受他人強暴。蒼太試圖勸說紀和子不可使用地獄通信流放杉田，但為時已晚，為了替紀和子復仇選擇埋伏刺殺參與強暴事件的共犯澤崎。墜入地獄的杉田則被曾經蹂躪的女子們的怨念永遠折磨。
馬場翔子（聲：富澤美智惠（日）／石采薇（台））、 栗山真美（聲：恆松步（日）／雷碧文（台））
動畫二籠第八集登場，在中學任教的兩名女教師。翔子的執教風格以嚴格為主，是真美中學時期的教師，與已離婚的丈夫育有一名獨子；真美的原姓「真中」，執教風格偏向平易近人但私底會利用學生。真美在中學時期生活處於混亂狀態，不滿翔子的嚴格教育造成心理不安，將考試落榜與父母離婚的責任歸咎翔子，由於登錄地獄通信但不願接受執行契約將導致死後墜入地獄的條件使委託未成，真美轉而散播流言展開報復，造成翔子的婚姻破滅且丈夫和兒子也離她而去。時隔多年後真美為圖藉他人之手復仇，偽造假的地獄通信網站嫁禍於學生，準備搧動學生流放翔子，被愛、三藁（妖魔）、翔子揭發真相，翔子得知真美的恨意與婚姻破滅的真相、還有真美意圖利用學生和執教心態不正，為負起當年教育執行不當和教出危害學生的真美的責任，顧及師生情分將真美放逐至地獄之餘懇請愛等人手下留情。事後真美被揭發利用設計學生的真相，風評一落千丈，翔子獲得同為昔日學生的新任教師感謝付出。
須崎真帆（聲：神田朱未（日）／董錦萍（台））
動畫二籠第九集登場，模特兒須崎幹夫（配音：森久保祥太郎（日）；曹冀魯（台））的妹妹兼該集委託人。真帆自幼與兄長幹夫關係融洽，但隨著真帆成長開始和其他男性戀愛時，往往因為幹夫以保護為名義的介入造成戀情告吹。之後真帆偶然發現幹夫藉由男扮女裝吸引和她交往的男性破壞戀情、幹夫對她的極端執著，無法接受這般扭曲關係委託愛將兄長流放至地獄。幹夫被送進地獄之門前感嘆「這樣一來就不會再傷害真帆了」，是少數受詛人未對被流放之事懷抱負面情緒的案例。
菅野郁志（聲：立木文彥（日）；夏治世（台））、菅野春美（聲：玉川紗己子（日）；鄭仁君（台））、菅野百合子（聲：名塚佳織（日））
二籠第十五集登場，郁志是支持政治參選者伊達政晴（聲：河本邦弘（日））、反對大泉太一郎統治的政治狂熱者，春美是郁志的妻子兼紡織廠員工，百合子是郁志和春美的女兒兼高中生。百合子心懷正義感，不滿政府政策造成的民生問題和社會不公，受郁志要求參加支持伊達參加選舉的活動，更一度試圖流放大泉但未能被地獄通信受理，偶遇偽裝調查的輪入道主動招待幫助他。春美則飽受郁志政治狂熱不正視現實、忽略家庭生計累積債務的態度和作為所苦，被迫一肩扛起全家生計積勞成疾，還遭受郁志家暴。郁志為了敗壞大泉的名聲偕同助選工作者設局，意圖讓百合子遭綁架強暴，及時因為輪入道化身妖魔原型為百合子解危而未能得逞。當百合子理解真相正視父親是陷她和母親於不利的罪魁禍首，準備登入地獄通信但被愛告知已有人委託流放郁志，始理解母親怨恨父親為達目的不擇手段傷害家人，委託愛執行流放的實情。郁志被流放地獄之際仍執迷將責任歸咎給政治，春美和百合子母女倆則搬遷他處展開新生活。
邊見蘭（聲：金月真美（日）；雷碧文（台））、上月松（聲：吉田美保（日）；石采薇（台））
二籠第十六集登場，蘭是粉領族，上月松則是在京都開設旅店的店主，同時是長期欺詐利用他人、造成他人陷入絕境的慣犯。本篇中蘭遭素行不良的投信業男友手島治（聲：藤原啟治（日））拋棄之餘騙走錢財，更因為個人職場失誤讓長谷川社長陷入困境而試圖籌錢補償對方，原登入地獄通信取得骨女化身的稻草人準備流放手島，但是松藉自己因為手島造成股票虧損為由邀請蘭共同復仇，悉心指點讓蘭改頭換面學會設局。蘭養成與骨女化身的稻草人傾訴的習慣，設局報復拋棄她的手島成功奪得錢財，造成手島欠債事業失敗走上絕路，原本的委託也跟著作廢，但後來蘭發現松其實是利用自己榨取被害者，準備自首之際被對方持刀殺成重傷，瀕死之際為了阻止松繼續危害他人，不顧骨女的勸諫堅持登錄地獄通信，解開紅線將松放逐至地獄後不治身亡。蘭的遭遇讓骨女惋惜之餘想起生前還是人類的自己。
露木泰嗣（聲：大塚周夫（日）／劉傑（台））
森內樹理（聲：喜多村英梨（日）／雷碧文（台））、藤卷真理（聲：豬口有佳（日）／馮嘉德（台））
二籠第二十集登場，兩名同校的女高中生兼網球部成員。樹理原本和真理是至交好友，她還特地製作相簿蒐藏兩者之間的回憶照片，但是樹理看見真理收穫同社團學姐的組隊邀請，遭受打擊轉身離去時不慎踏破地磚受傷，連組成雙打組合出賽的計畫也跟告吹，對真理心懷怨恨選擇登入地獄通信向愛取得稻草人，凡是真理的作為不符己願便以情緒勒索威脅後者要將其流放地獄。後來樹理意外在街上看見和偽裝調查的一目連攀談的真理，心理遭受衝擊奔向馬路中央，由於聽見真理道出「兩人依舊是朋友，要永遠在一起」的話語產生動搖，在來不及反應的狀態被貨車撞擊重傷被送往醫院治療。真理為了在死後世界陪伴樹理，自願抽下稻草人的紅繩將自己先行放逐地獄，隨後在醫院傷重過世的樹理也因為「將他人流放地獄，死後靈魂也會墜入地獄」的規則，靈魂墜入地獄和真理受罰。事後一目連感嘆「那兩個人，在地獄如果能拍到好照片也行了」。是本作為數不多受詛人志願被流放地獄的案例。
清（聲：桑谷夏子（日）／石采薇（台））
二籠第二十一集登場，骨女（露）生前於青樓結識的女子，本來露欲透過熟客阿鐵的協助從青樓逃跑，清卻因為懷有客人的骨肉並收下對方贈與的和服而拒絕逃跑，結果導致阿鐵和露逃跑失敗被殺。阿鐵和露遇害後，她懇求深愛的客人別拋棄她，但該名客人已有家室選擇持刀刺傷她，清於失血過多且絕望的情況墜河自盡，成為無法被渡化的怨靈，附身於境遇相似的女性身上。二籠第二十一話中附身該話委託人，事後脫離該名委託人向骨女（露）透露當年真相，旋即當著骨女（露）的面前墜入河裡。
蓮江保晴（聲：河本邦弘（日）／曹冀魯（台））、 蓮江美鈴（聲：鵜飼留美子（日）；鄭仁君（台））、水谷 せり（聲：清水香里（日）／雷碧文（台））
二籠第二十一集登場，保晴和美鈴是居住在紅林拓真所在社區的夫妻，保晴個性隱忍，美鈴喜八卦是非；水谷是曾經住於現址「Love Hill」的，不受常理拘束的少女。水谷早年與家人同住，但由於住宅被建商用於拓建車站而被填平，自己也為父母經常爭吵而躲避家庭紛爭。水谷騎車重遊舊家住址時偶遇被眾人孤立的紅林拓真與之交好，協助他打理家務，讓拓真敞開心房，但是水谷為了籌備搬家費而威脅蓮江家給錢，遭美鈴怨恨登錄地獄通信，最終水谷在搬離之際鼓舞拓真堅強面對困境和做自己，隨後被美鈴流放地獄。

### 三鼎
開場白為YOU（日）／石采薇（台）／郭碧珍（港）
御景柚木（人類）（聲：佐藤聰美（日）／林美秀（台）／麥智鈞（港））
市立賽河原第四中學三年級生，本是平凡的學生，父母長期出國工作而獨居家中。因閻魔愛的憑依成為其精神宿主，不斷捲入地獄通訊的事件當中。在六文籠祭中雖然因為地獄的開啟和閻魔愛成功分開，卻造就新的悲劇。後仍保有知道地獄通信委託人的能力，而決定對地獄通信的使用者展開行動加以阻擾。
高杉秋惠（聲：沖佳苗（日）／石采薇（台）／郭碧珍（港））
市立賽河原第四中學三年級生，柚木的同班同學，也是非常要好的朋友，大多與柚木同行。思想與柚木截然不同，性格開明。於六文籠祭時被遭到真山梓憎恨而流入地獄。故事後段再出現，以帶路者身分使柚木成為地獄少女，並成為柚木的部下，但其實是人面蜘蛛的傀儡，為了阻止柚木流放真山梓而對柚木進行懲罰，但被愛阻止。
江上空（聲：伊瀨茉莉也（日））
市立賽河原第四中學三年級生，柚木的同伴，大多和望、珠代同行。為眾人中身高最高者，髮型是三股辮。
尾藤望（聲：橘田泉（日）／馬慧琪（港））
市立賽河原第四中學三年級生，柚木的同伴，總是佩帶反光眼鏡的樸素少女，實際長相相當清秀。祖母經營海水浴場小吃部。
椎名珠代（聲：阿澄佳奈（日））
市立賽河原第四中學三年級生，柚木的同伴，有著圓滾滾的臉型與眼珠。
八神邦彦（聲：佐藤雄太（日））
市立賽河原第四中學三年級生，柚木的同學，與蒲生自稱「地獄少年團」搗亂。
蒲生高道（聲：粕谷雄太（日））
市立賽河原第四中學三年級生，柚木的同學，與八神一拍即合。
高杉憲久（聲：銀河万丈（日）／曹冀魯（台））
第十三話初登場。秋惠的父親，為賽河原市警署署長，與辻乃橋家勾結，常將辻乃橋家所發生的事故掩蓋，真山家與御景家為其被害者。後期為尋找愛女秋惠而調查地獄通信，發現真山梓為其流放者，因而登陸地獄通信，最後因目睹真山家實情取消流放。
真山梓（聲：柚木涼香（日）／鄭仁君（台））
第十三話初登場，秋惠的家庭教師。父親身體癱瘓，癱瘓原因是在計程車內與醉漢發生爭執，犯人是辻乃橋巧，後逃至外國，真山梓轉而怨恨高杉憲久，為了令憲久痛苦而將秋惠流放。結尾父親過世，隨後到機場將回國的辻乃橋巧以刀殺害，接著被高杉家傭人晴子流放（漫画版是正要殺害時，辻乃橋巧被高杉憲久流放）。
辻乃橋巧（聲：金野潤（日））
動畫最後一話剛回國，在機場就遭到真山梓以刀刺殺身亡（同時真山梓也正巧消失，因為遭到高杉家傭人晴子流放至地獄）。
森山純（聲：高垣彩陽（日）／黃珽筠（台））
芹澤夕菜（聲：高本惠（日）／雷碧文（台））
篠原兔（聲：釘宮理惠（日）／雷碧文（台））
美園結香（聲：加藤夏希（日）／石采薇（台））

### 電視劇
西（演出者：田中要次）
動畫版既有人物改為電視劇中常任角色，人間咖啡廳的經營者。利用地獄少女意圖陷害一並將鶇綁架作為報復。
稻垣隆史（演出者：金山一彦）
動畫版既有人物改為電視劇中常任角色，是「JAPAN NOW（ジャパン・ナウ）」的現任總編。曾經受黑社會威脅捏造報導。
大瀧（演出者：渡邊哲）
真人原創角色，快要退休的警部，提共有關地獄少女的詳細資料。雖曾經有過委託流放的行為，但詳細情形不明。

## 外部連結
- （日語）動畫官方網站人物介紹（页面存档备份，存于）
- （日語）《地獄少女》動畫官方網站（页面存档备份，存于）（東京MX電視台）
- （日語）《地獄少女二籠》動畫官方網站（页面存档备份，存于）（東京MX電視台）
- （日語）電視劇官方人物相關圖（页面存档备份，存于）